# Nouveaux Meurtres à Saint-Malo
Pour plus de détails, voir Fiche technique et Distribution.
Nouveaux Meurtres à Saint-Malo est un téléfilm de la collection Meurtres à..., et réalisé par Lionel Bailliu. Il constitue l'épisode anniversaire des 10 ans et des soixante épisodes de la collection. Il est la suite de Meurtres à Saint-Malo,.
Le téléfilm est présenté en avant-première au cinéma Vauban à Saint-Malo le 28 mars 2023 :

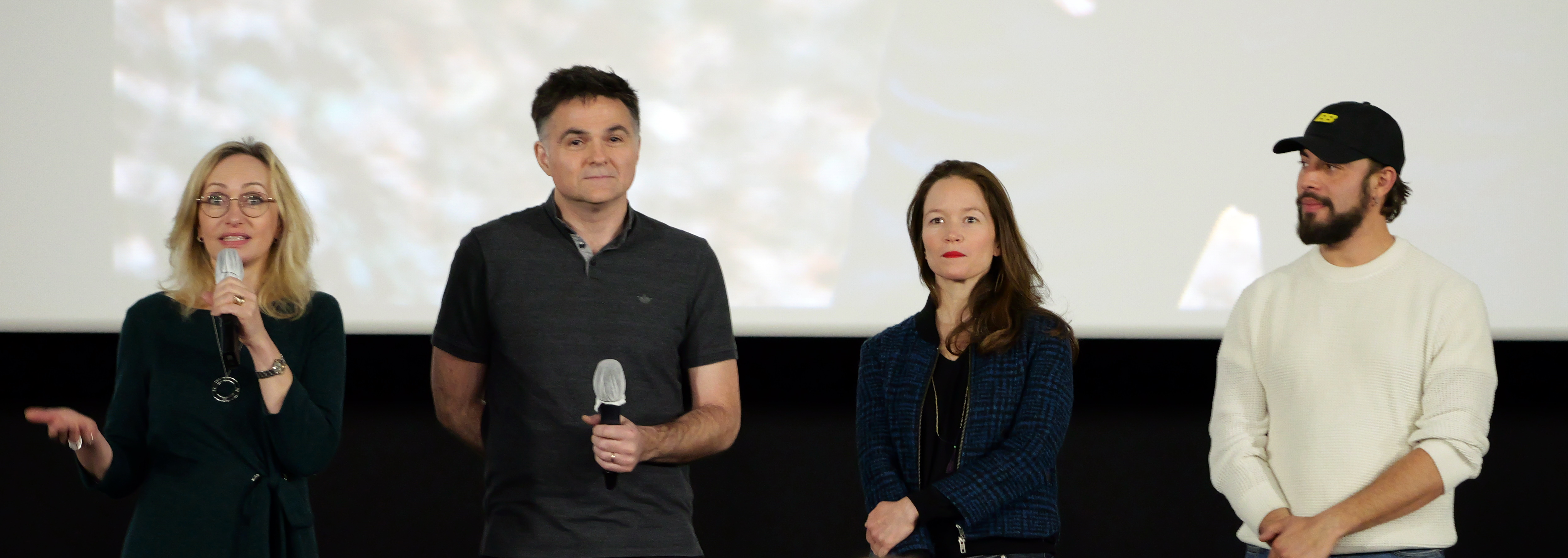
Iris Bucher productrice, Lionel Bailliu scénariste et réalisateur, Chloé Stefani et Marwan Berreni acteurs lors de l'avant première.

## Synopsis
Dix années sont passées depuis Meurtres à Saint Malo.
Éric Vautier a été mis à la retraite d'office, car il a enquêté avec un peu trop de zèle sur un incendie dans un entrepôt, suspectant une escroquerie à l'assurance. Cet entrepôt appartenait aux Kermanlec, une vieille famille malouine de notables. Cette famille est actuellement représentée par René de Kermanlec, ancien maire de Saint Malo et ses deux enfants : Erwan l'actuel maire et Loïc dirigeant de l'entreprise familiale. Éric Vautier est remplacé par Julie Vasseur, qui ne l'a guère soutenu dans l'épreuve.
Nicole Vautier, née Delalande, l'épouse d'Éric Vautier a vu sa maladie d'Alzheimer s'aggraver, et a dû être placée dans un établissement spécialisée. Elle ne parle plus. 
Son neveu, Ronan Delalande, est devenu journaliste.
Gwenaële Garrec a quitté la police, traumatisée d'avoir failli laissé s'échapper son frère meurtrier. Sa relation avec Ronan Delalande a duré plusieurs années. Ils ont eu un enfant ensemble : Maël. Celui-ci fête ses 10 ans à la fin de l'épisode avec un gâteau, qui semble un clin d’œil aux dix ans de la collection Meurtres à....
René de Kermanlec est trouvé mort sur la plage du Sillon, mordu par un énorme chien, faisant penser à un mastiff anglais. Très vite l'enquête s'oriente vers un meurtre. Ceci amène à penser aux chiens du guet. Ronan Delalande disparait le jour du meurtre. L'enquête que mène Julie Vasseur est essentiellement à charge contre lui. Éric Vautier et Gwenaële Garrec mène une enquête parallèle et clandestine pour essayer de le retrouver et le disculper, bien qu'Éric Vautier commence à avoir de plus en plus de doutes.
Les tensions entre les familles de Kermanlec et Delalande s'étalant sur plusieurs siècles remontent à la surface. Et la famille de Kermanlec semble beaucoup plus trouble qu'attendu.

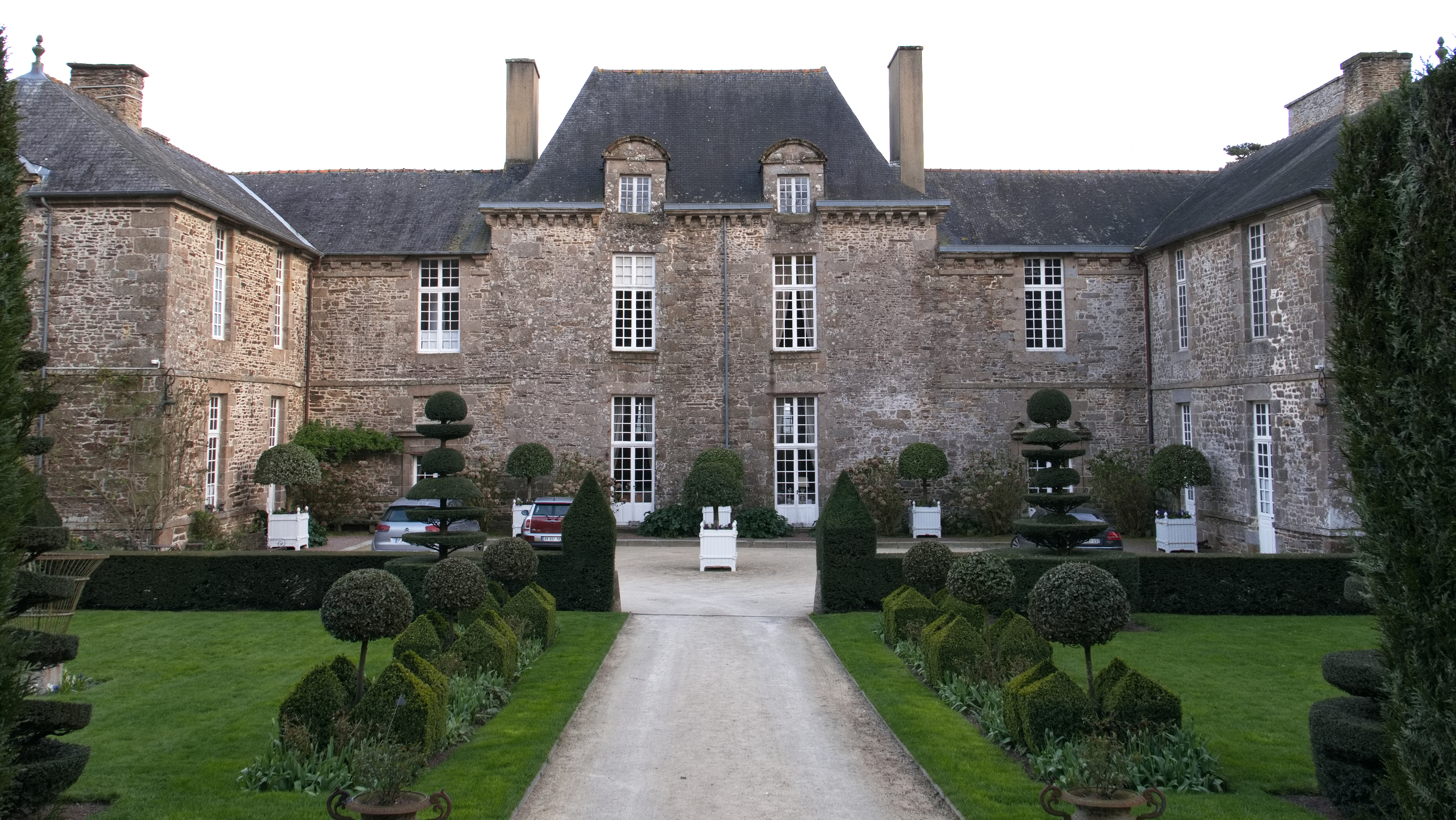
Demeure des de Kermanlec.

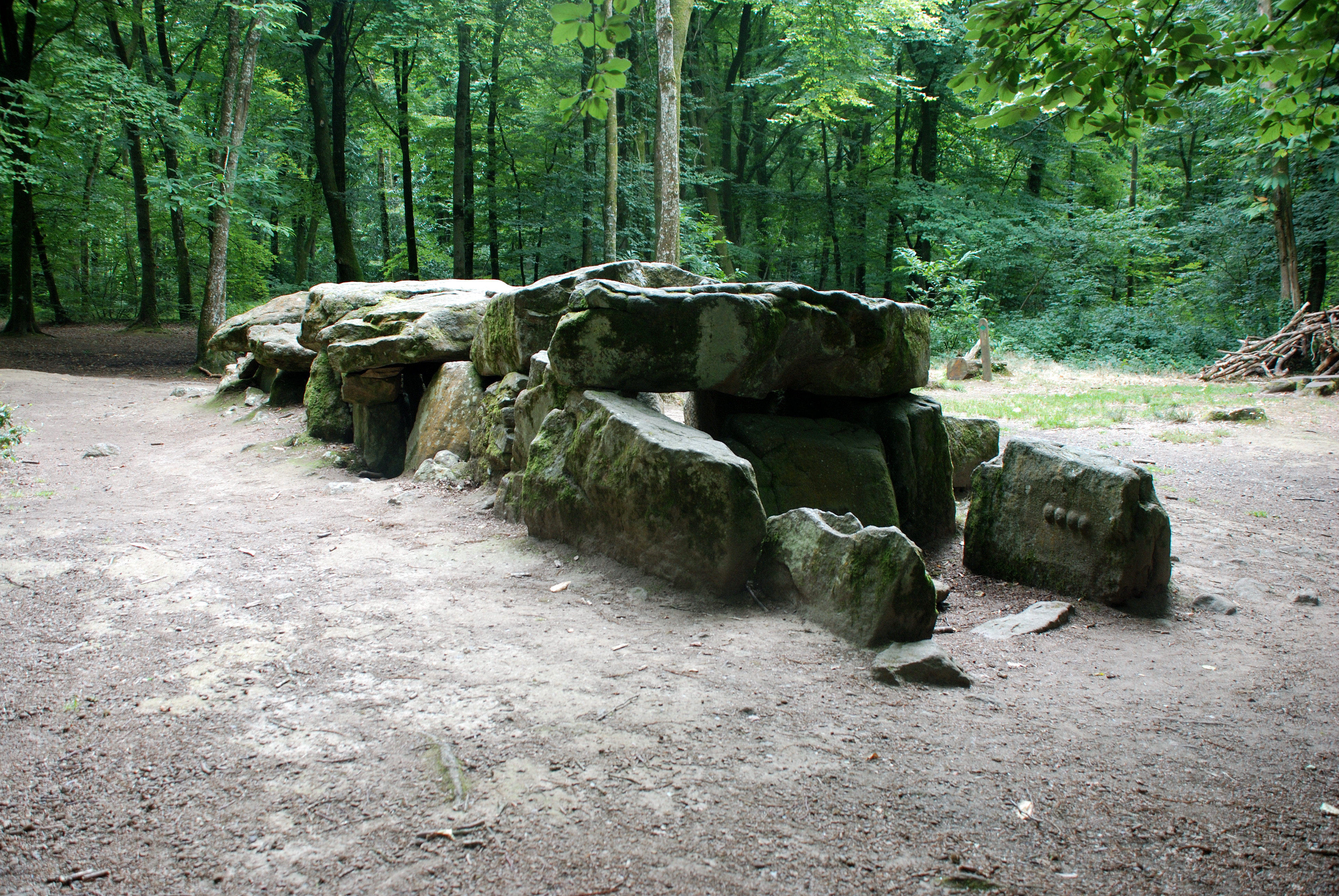
Maison des Fées, Forêt du Mesnil.

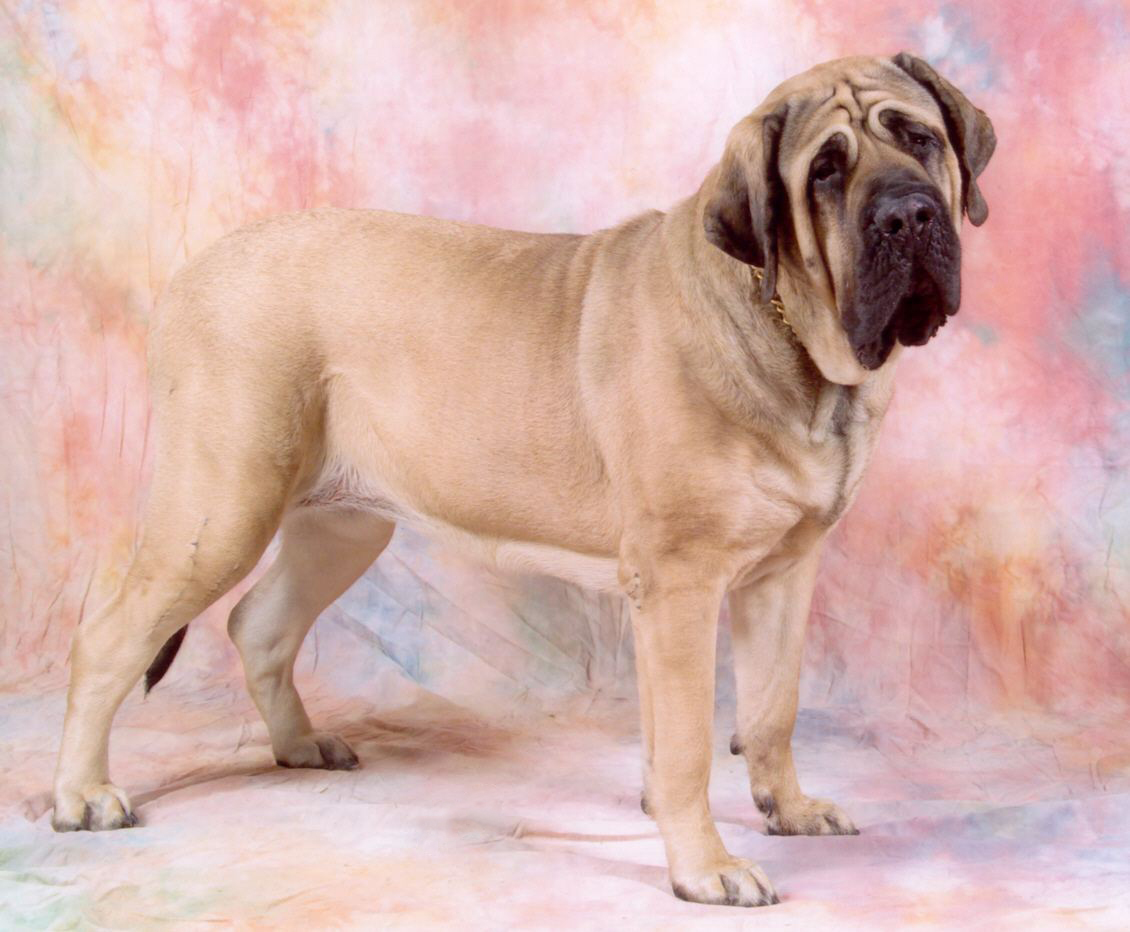
Mastiff anglais.

## Fiche technique
Sauf indication contraire ou complémentaire, les informations mentionnées dans cette section proviennent du générique de fin de l'œuvre audiovisuelle présentée ici.
- Titre français : Nouveaux Meurtres à Saint-Malo
- Réalisation : Lionel Bailliu
- Scénario : Lionel Bailliu, Yann Le Gal
- Musique : Laurent Juillet
- Décors : Denis Seiglan
- Costumes : Olga Papp
- Photographie : Pascal Caubère
- Son : Laurent Benaim
- Montage : Quentin Boulay
- Production : Iris Bucher
- Sociétés de production : Quad Drama, France Télévisions, AT-Production, RTBF
- Pays de production :  France,  Belgique
- Langue originale : français
- Format : couleur
- Genre : Drame, Policier
- Durée : 92 minutes
- Dates de première diffusion :
  -  28 mars 2023, sur RTS Un
  -  31 mars 2023, sur La Une
  -  29 avril 2023, sur France 3

## Distribution
Sauf indication contraire ou complémentaire, les informations mentionnées dans cette section proviennent du générique de fin de l'œuvre audiovisuelle présentée ici.

Principaux acteurs
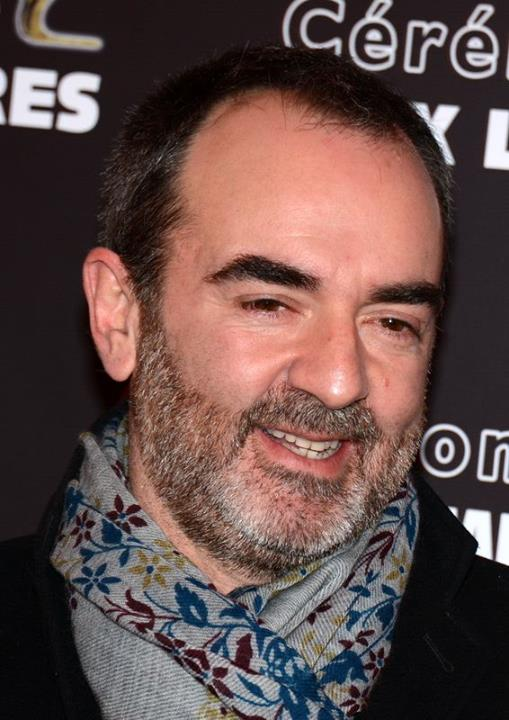
Bruno Solo.
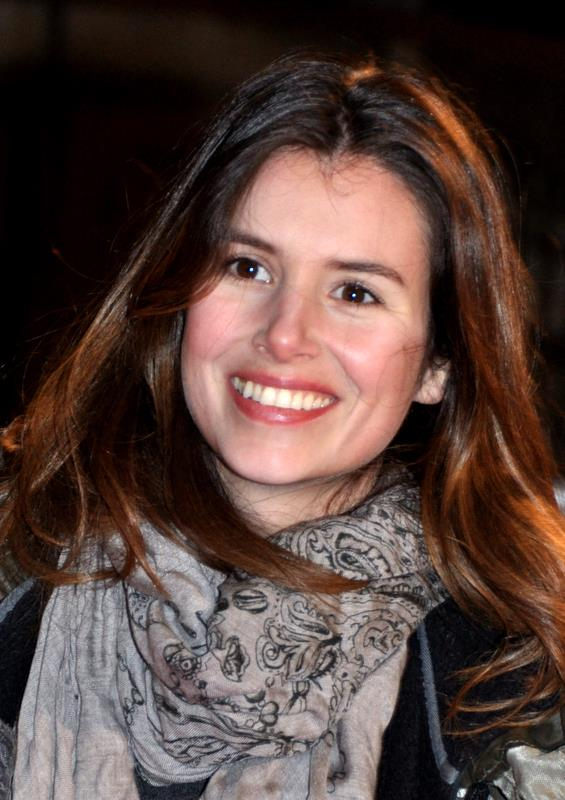
Louise Monot.
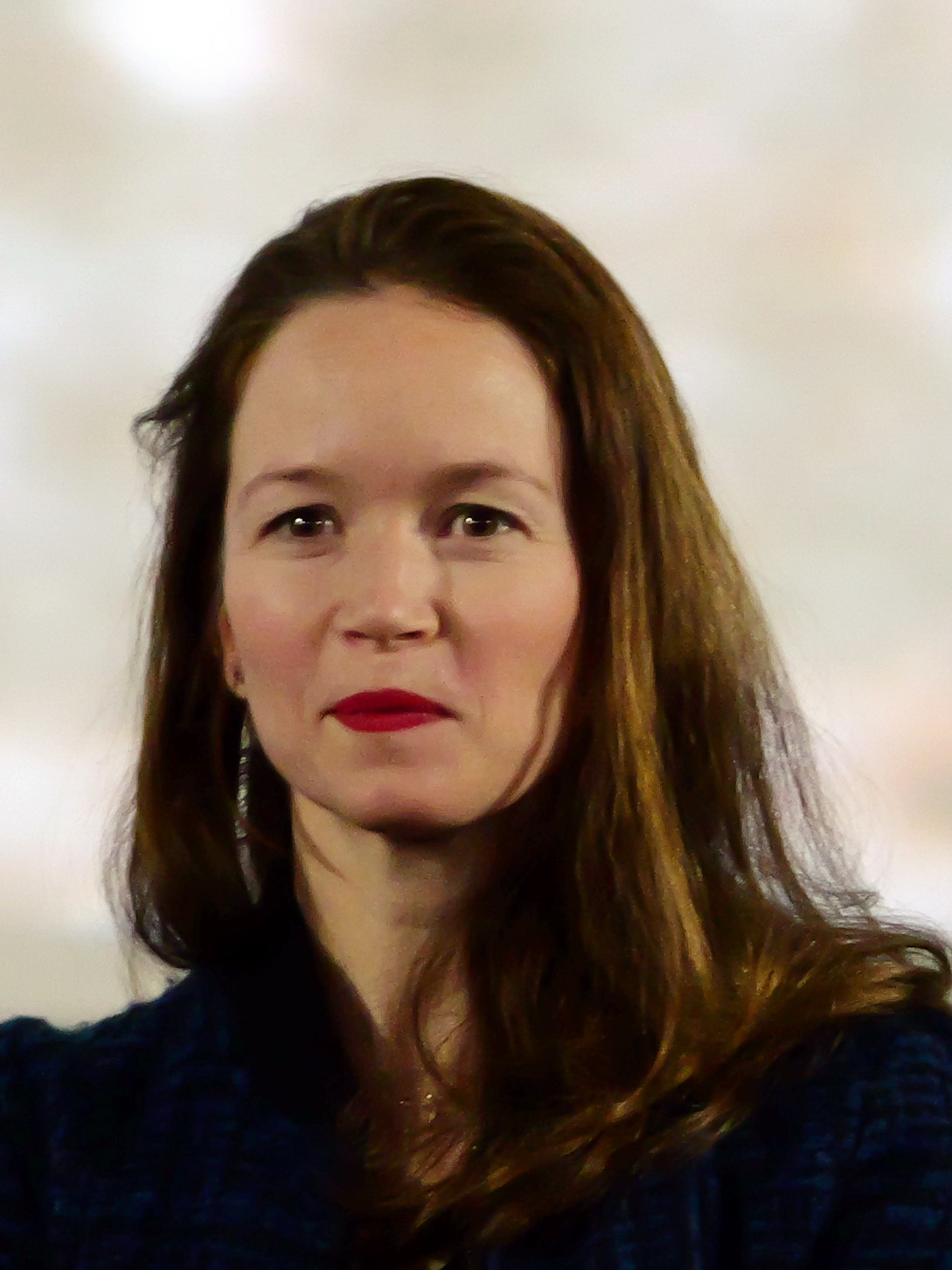
Chloé Stefani.
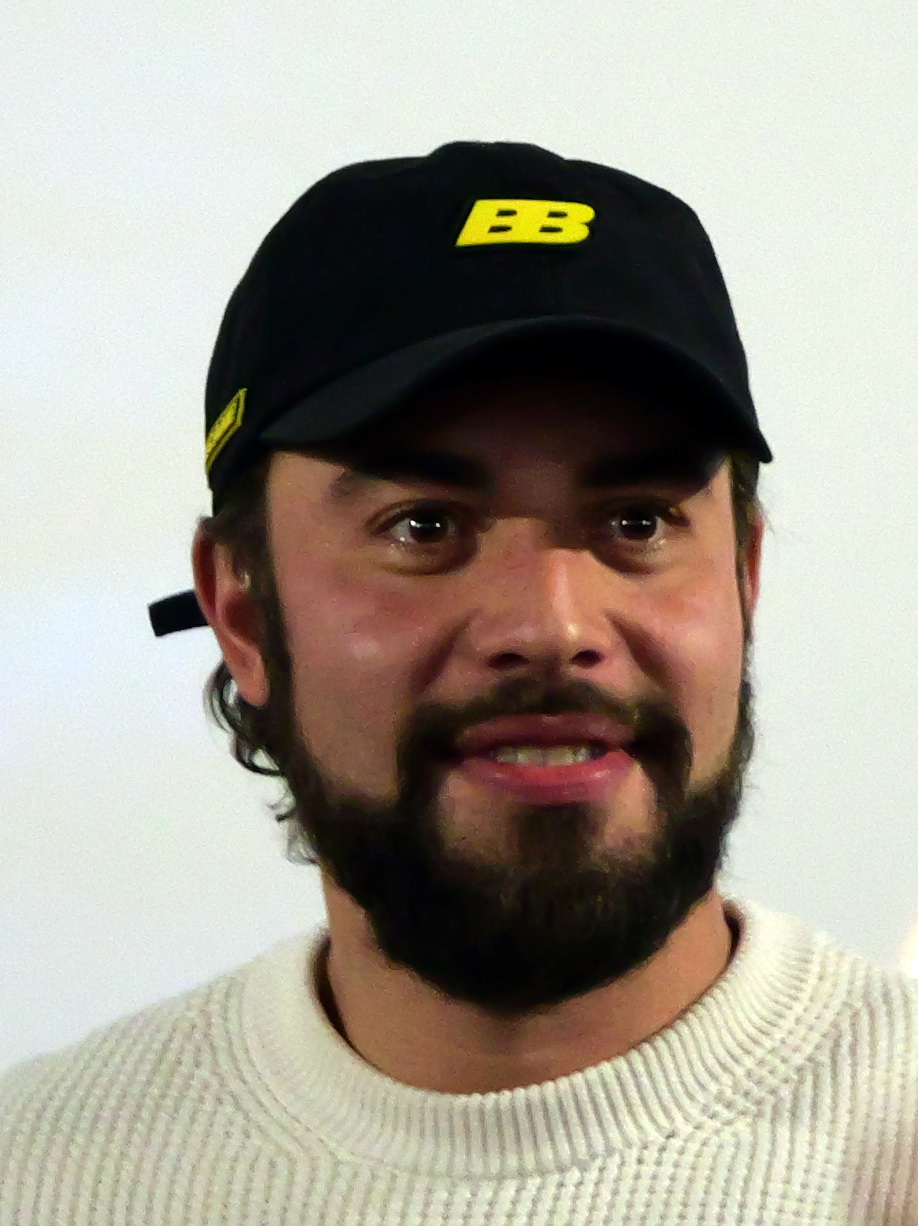
Marwan Berreni.
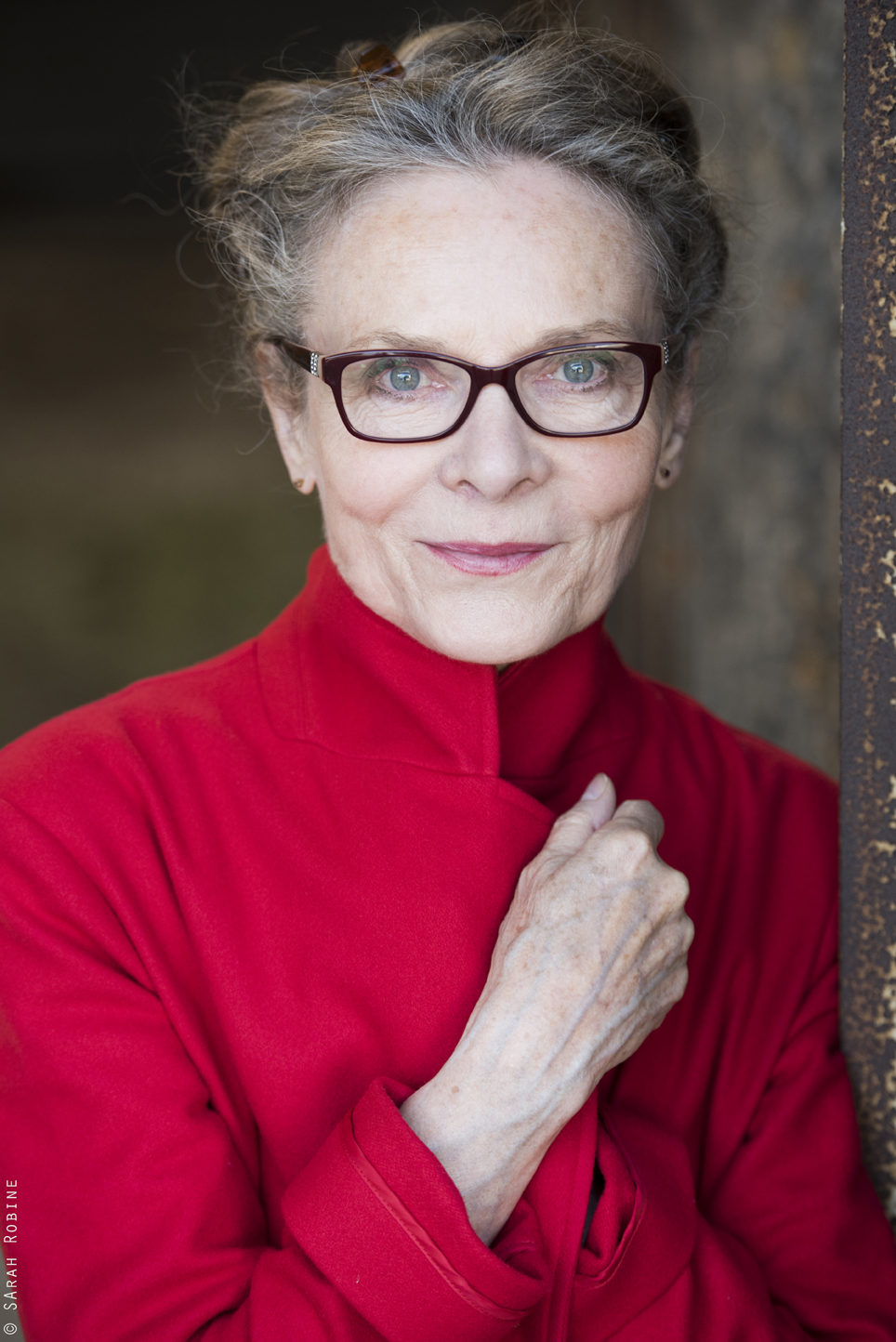
Laurence Roy.

- Bruno Solo : Éric Vautier
- Louise Monot : Gwenaële Garrec
- Chloé Stefani : Julie Vasseur
- Marwan Berreni : David Kassem
- Bertrand Constant : Erwan de Kermanlec
- Xavier Deranlot : Loïc de Kermanlec
- Laurence Roy : Marie de Kermanlec
- Peggy Leray : Anna
- Baptiste Caillaud : Ronan Delalande
- Lety Pardalis : Nicole Vautier
- Noémie Rimbert : Croisic
- Axel Audren Brottier-Piquet : Maël Delalande
- Jacques Ledran : le légiste
- Loîc Ridel : Moreau
- Ambre Lucas-Mallet : Nolwenn de Kermanlec
- Nigel Hollidge : Mallaury
- Florence Branger : Magali Hugon
- Eric Beslay : le médecin
- Yael Dyens : l'infirmière
- Justine Pesin : Caroline
- Yvan Cariou : Florent Maleterre
- Sarah Bauer : l'employée de mairie
- Éric Rolland : le responsable du golf
- Romuald Bonnant : le journaliste

## Production

### Genèse et développement
La collection Meurtres à... a commencé en 2013 par Meurtres à Saint-Malo. Dix ans après et près de 90 épisodes plus tard (en comptant les hors séries), il est décidé de fêter cet anniversaire en donnant une suite au premier épisode avec les deux mêmes acteurs principaux et le même réalisateur (et scénariste),.

### Attribution des rôles
Du casting original, on retrouve Bruno Solo, Louise Monot et Lety Pardalis. Swann Arlaud n'a pas pu participer au tournage en raison de problèmes d'agenda. Aurélien Wiik était prévu, mais il s'est cassé le bras en tombant accidentellement chez lui dix jours avant le début du tournage, son personnage est alors joué par Baptiste Caillaud.
Bruno Solo trouve que « Faire vieillir son personnage, c’est génial », mais déplore que la durée de tournage diminue de 3 jours. Pour lui, un tel téléfilm « s’acclimate bien à la météo d’ici avec un ciel bas, la pluie, l’humidité, la brume ».

### Tournage
Le tournage était initialement prévu en septembre 2022,. Le 27 septembre 2022, Anne Holmes, directrice des programmes de France Télévisions a déclaré que l'on était au stade de l'écriture et qu'il y aura un second couple d'enquêteurs, mais que les comédiens n'étaient pas encore choisis. Le tournage a finalement lieu du 16 novembre au 16 décembre 2022 à Saint-Malo (plage du Sillon, ruelles de la vieille ville, bureau du maire...), au Château de la Ballue et dans la Forêt du Mesnil, en particulier à la Maison des Fées,.

## Autour du film
- Dernière apparition du comédien Marwan Berreni avant son suicide.

## Accueil

### Audiences
France : 4,62 millions de téléspectateurs (première diffusion) (22,5 % de part d'audience), deuxième derrière la finale de la Coupe de France de football (France 2) et devant The Voice (TF1)

### Critiques
Télé-Loisirs accorde 3 étoiles en trouvant qu'« avec la thématique audacieuse du chien sanguinaire, cet opus anniversaire surprend en flirtant avec une tonalité fantastique », mais qu'« il n'apporte pas grand-chose de neuf à la formule «Meurtres à» ».
Dans Télé 7 jours, Frédéric Lohézic trouve que c'est un « bonheur de retrouver, dix ans après, ce binôme Gwen Garrec - Eric Vautier, alias Louise Monot - Bruno Solo, dans les murs de Saint-Malo », mais que les « scènes de crimes, assez sanglantes, pourraient heurter les âmes sensibles ».